# Francisco de Villalpando
Francisco de Villalpando (Zamora, c. 1510 - Toledo, c. 1561) va ser un arquitecte, orfebre i escultor.
Es va caracteritzar per haver realitzat importants contribucions a l'arquitectura espanyola, important les tècniques i el gust florentí que s'aprecia en algunes de les seves obres més importants: la reixa de la Capilla Major de la catedral de Toledo, el Colegio de Infantes o la Sacra Capella del Salvador a Úbeda. Va estar protegit pel cardenal Juan Pardo de Tavera.
Va ser també un humanista entre els treballs del qual destaca la traducció dels llibres tercer i quart del tractat d'arquitectura, Tutte l'operi d'*archittura et prospetiva, de l'italià Sebastiano Serlio, amb el que va afavorir el coneixement de les més noves tècniques de l'època a altres artistes espanyols. Consta que es va formar a la Universitat d'Alcalá de Henares.